# Besleria standleyi
Besleria standleyi är en tvåhjärtbladig växtart som beskrevs av Conrad Vernon Morton. Besleria standleyi ingår i släktet Besleria och familjen Gesneriaceae. Inga underarter finns listade i Catalogue of Life.